# Alejandra Ramos
Alejandra Ramos, född 8 december 1958, är en friidrottare från Chile. Han deltog vid olympiska sommarspelen 1984.